# Arnold Davidowitsch Margolin

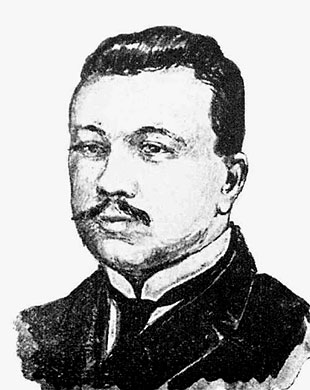
Arnold Margolin in den 1910er Jahren

Arnold Davidowitsch Margolin (russisch Арнольд Давидович Марголин, ukrainisch Арнольд Давидович Марголін Arnold Dawydowytsch Marholin; * 4. Novemberjul. / 16. November 1877greg. in Kiew; † 29. Oktober 1956 in Washington (D.C.)) war ein russisch-ukrainischer Jurist, Diplomat und später US-Anwalt. Bekannt wurde er 1913 durch seine Beteiligung am Ritualmordprozess um den Jungen Andrei Juschtschinski (Beilis-Affäre) im Russischen Kaiserreich.

## Russland
Margolin war der Sohn von David Semjenowitsch Margolin, einem der reichsten jüdischen Händler und Industriellen des Russischen Reiches, der seinen Glaubensgenossen als Philanthrop galt. Zusammen mit der Brodskyj-Familie gründete dieser Zuckerfabriken, besaß verschiedene Industriebetriebe in Kiew sowie zwei Fluss-Schifffahrtsgesellschaften. Der Sohn erhielt privat eine orthodox-religiöse Erziehung und besuchte parallel ein öffentliches Gymnasium. An der Kiewer Universität studierte er Rechtswissenschaft, was er mit einer Kritik über das neue russische Strafgesetzbuch 1903 abschloss.
Ab 1904 trat A. Margolin bei politischen sowie Strafrechtsprozessen auf und verteidigte erfolgreich Juden, die bei Pogromen in bewaffneten Gruppen Ukrainer attackiert hatten. 1913 übernahm er neben zahlreichen anderen die Verteidigung im Ritualmordprozess um den Jungen A. Juschtschinski. Seine Arbeitsweise brachte ihn hier um seine Anwaltslizenz, da die ebenfalls Verdächtige Wera Tscheberjak das Gericht von einem Bestechungsversuch Margolins überzeugen konnte. Er hatte ihr im Kiewer Grandhotel 40.000 Rubel angeboten, um sie zu einem Schuldeingeständnis zu nötigen, und zudem an einer Kampagne zur Legendierung jüdischer Ritualmorde teilgenommen, weshalb er vom Prozess ausgeschlossen wurde. Durch Theodor Herzl inspiriert war Margolin wie viele intellektuelle Juden seiner Zeit aktiver Zionist. Er trat bereits zuvor für einen autonomen jüdischen Territorialstaat auf russischem Boden ein.
Mit der Februarrevolution 1917, die den russischen Kaiser stürzte, wurde er wieder als Anwalt zugelassen. Zum Zeitpunkt der Wahlen zur russischen Konstituante war Margolin Mitglied des Zentralkomitees der „Russischen sozialistischen Arbeitsvolks-Partei“ und tourte werbend durch zwei Provinzen (Gouvernement Kiew und Gouvernement Tschernigow). Ob Margolin einen der nur vier Sitze seiner Partei (von insgesamt 703)  erhielt, geht aus seiner Biografie nicht hervor. Da Lenin die Versammlung sofort auflöste, waren diese Mandate ohnehin obsolet und er reiste aus Sankt Petersburg zu neuen Aufgaben in die Ukraine ab.

## Ukrainische Volksrepublik
In der Ukrainischen Volksrepublik erreichte er den Gipfel seiner Karriere, als man ihn im April 1918 unter der Regierung Mychajlo Hruschewskyjs zum Mitglied des obersten Gerichtshofes (Kassationsgericht) ernannte, bei dessen Besetzung man besonders Anwälte der Verteidigung aus dem Beilis-Prozess berücksichtigte. Nachdem die Regierung die Mittelmächte zu Hilfe gerufen hatte, um die Bolschewiki aus Kiew zu vertreiben, setzte der nunmehr deutsche Stabschef in Kiew, Wilhelm Groener, Pawlo Skoropadskyj als Hetman ein und löste die Zentralna Rada auf, um die Sozialisten aus der Regierung zu entfernen. Margolin blieb davon unberührt, da der Gerichtshof erhalten blieb – er bekam nun den Titel eines Senators. Das Hetmanat bestand nur acht Monate, da nach Ende des Ersten Weltkrieges die Mittelmächte abzogen. Im entstehenden Machtvakuum übernahm der frühere Rada-Abgeordnete und Großgrundbesitzer Symon Petljura die Regierung, was Margolin in einem Bericht an die Juden Washingtons einen Coup d'état nannte. Petljura stellte die unter den Deutschen abgeschafften Minderheitenrechte wieder her und ernannte erneut jüdische Minister, was Margolin einen Posten als Unter-Sekretär für Äußeres einbrachte.

### Ukrainischer Diplomat
Obwohl im Ausland als legitim anerkannt, sah sich die Petljura-Regierung in ihrem Herrschaftsgebiet zahlreichen Ansprüchen gegenüber. Unter den Angriffen der Weißgardisten Denikins, der Bolschewiki, die bereits im Dezember 1917 eine Gegenregierung in Charkow ernannt hatten, den von Polen aus operierenden Truppen Skoropadskys, sowie Polens selbst, dessen General Józef Haller Ostgalizien eroberte, zerfiel die Armee der 'Volksrepublik'. Die instabile Lage sowie antijüdischen Pogrome im Februar und März 1919 überzeugten Margolin von der Aussichtslosigkeit seiner Position, so dass er die Gelegenheit wahrnahm, zusammen mit den drei früheren Ministern  M. M. Sidorenko, Wassyl Panejko und Oleksandr Schulhyn am 1. April als ukrainischer Vertreter zur Pariser Friedenskonferenz abzureisen. Wegen Auseinandersetzungen über die Ziele verließ er im August die Delegation wieder und reiste nach Konstantinopel, um über Odessa seine Familie zu kontaktieren. Da er von Denkinin keine Einreisegenehmigung für die Krim erhielt, wurde er nun Vertreter der „Volksukraine“ in London, wo er in Israel Zangwill und Lucien Wolf Gleichgesinnte fand.

## USA
Mit Lenins Neuer Ökonomischer Politik nach dem Russischen Bürgerkrieg erhoffte sich Margolin über alte Geschäftskontakte seines Vaters mit der HAPAG dessen verstaatlichte Dampfschifffahrtsgesellschaften auf Dnepr und Wolga durch Gründung zweier neuer Gesellschaften, die im  Schwarzen Meer und auf der Ostsee verkehren sollten, zu reaktivieren. Auf Einladung der HAPAG reiste er deshalb im November 1921 in die USA. Durch den deutsch-sowjetischen Vertrag von Rapallo, aus dem die bilaterale Transportgesellschaft „Derutra“ hervorging, war die beteiligte HAPAG an weiteren Gesprächen mit Margolin nicht interessiert. Eine Minderheitsbeteiligung an Derutra lehnte er ab.
In New York unterhielt er Kontakte mit jüdischen Juristen wie Louis D. Brandeis, Robert Szold und Richter Julian W. Mack und schrieb Artikel für die New-York-Herald-Tribune, das Times History Magazin der New York Times, sowie für russische, ukrainische und jüdische Blätter. Er arbeitete für das „Common Council for American Unity“ und wurde im Dezember 1927 US-Staatsbürger. Danach studierte er zwei Jahre US-Recht an der New York University und der Columbia University und zog 1929 nach Boston, wo er in die Rechtsanwaltskammer von Massachusetts eintrat und als Experte für russisches Recht firmierte.
Ab 1934 lebte er für 10 Jahre in Washington, D.C. und bewegte sich in politischen Zirkeln, die bestrebt waren, eine „vereinigte Front“ gegen die Achsenmächte aufzubauen sowie Einfluss auf das State Department der zu dem Zeitpunkt noch isolationistischen USA zu nehmen suchten. Er hielt Kontakte zur Ex-Im Bank zum Zweck profitabler Wirtschaftszusammenarbeit mit England und der Sowjetunion und reiste dazu mehrfach nach London. Zugleich begründete er mit Freunden 1941 ein „Committee for the Promotion of Democracy“. Er trat in den akademischen US-Lehrkörper ein und gab Vorlesungen in russischer Geschichte an der New York University sowie der University of Pennsylvania und fungierte 1954 für ein Jahr als erster Präsident des „Ukrainian Technical Institute“ in New York.
Margolin verfasste ein gutes Dutzend Monographien über Philosophie, Strafrecht sowie zur jüdisch-ukrainischen Geschichte und veröffentlichte 1946 eine politische Autobiographie. Aus einer Widmung an Sam E. Woods, dem ehemaligen US-Generalkonsul in Zürich, geht hervor, das er sich im Frühjahr 1948 in Partenkirchen aufhielt.

## Zitat
Margolins Demokratieverständnis: "Unter voller Beachtung dessen, dass die Exekutive in einem wahrhaft demokratischen Regierungssystem die „Stimme des Volkes“ und von den Ansichten der Mehrheit der Bevölkerung getragen sein sollte, glaube ich dennoch, dass es die direkte Pflicht jeder Regierung ist, die Menschen über Fakten und Umstände, die ihnen vielleicht unbekannt sind zu informieren, was dann, wenn bekannt, bei deren Berücksichtigung möglicherweise unverzüglich zu einem Wechsel im Verhalten gegenüber den Problemen führt." (Margolin: From a political Diary. Early Warnings and Suggestions. S. 92)